# Сороцький район
Сороцький район або Сорока (рум. Soroca) — район у північній Молдові. Адміністративний центр — Сороки.
Національний склад населення згідно з Переписом населення Молдови 2004  та 2014 років.
| етнічна група     | 2004           | 2004      | 2014           | 2014      |
| етнічна група     | кількість осіб | частка, % | кількість осіб | частка, % |
| ----------------- | -------------- | --------- | -------------- | --------- |
| молдовани/румуни  | 85 659         | 90,18     | 69 771         | 89,85     |
| українці          | 4 752          | 5,00      | 2 866          | 3,69      |
| росіяни           | 2 601          | 2,74      | 1 470          | 1,89      |
| цигани            | 1 564          | 1,65      | 757            | 0,97      |
| поляки            | 17             | 0,02      | ...            | ...       |
| євреї             | 65             | 0,07      | ...            | ...       |
| ґаґаузи           | 53             | 0,06      | 36             | 0,05      |
| болгари           | 48             | 0,05      | 37             | 0,05      |
| інші / не вказали | 227            | 0,24      | 3 259          | 3,50      |
| Всього            | 94 986         | 100       | 77 656         | 100       |

Повсякденна мова мешканців району (2014):
| мова                 | кількість осіб | частка, % |
| -------------------- | -------------- | --------- |
| молдовська/румунська | 66 501         | 85,64     |
| російська            | 4 378          | 5,64      |
| українська           | 1 332          | 1,72      |
| циганська            | 599            | 0,77      |
| інші                 | 54             | 0,07      |
| не вказали           | 4 792          | 6,16      |
| всього               | 77 656         | 100       |

## Географія
Район має широкий вихід до річки Дністер, в його межах знаходиться частина водно-болотного угіддя міжнародного значення Унгурь-Голошниця, в тому числі пам'ятка природи Рудь-Аріонешть. Біля села Кременчуг знаходиться геологічна пам'ятка природи — пагорб Каска.

## Цікаві місця
- Сороцька фортеця - фортеця XV століття, в місті Сороки
- Пункт геодезичної дуги Струве в селі Рудь - єдиний об'єкт світової спадщини ЮНЕСКО в Молдові